# Византийци
Византийците, или както самите на гръцки език се самоназовавали ромеи (на средногръцки: Рωμαίοι), тоест римляни, са поданиците на Източната римска империя, наречена постфактум от историците Византия, по името на града Византион, сетнешния Константинопол, който става столица на Римската империя през 330 година. Преди 1453 година под термина „византийци“ (Βυζαντινοί) се подразбират единствено жителите на Константинопол. Така византийци е неологизъм, който води началото си от 1557 година. Терминът ромеи е политоним, а не етноним.

## Етимология
Названието ромеи (от гръцки език – Рωμαίοι – и в буквален превод на български език означаващо римляни) идва от името на град Рим – на латински език: Roma; а на гръцки език: Ρώμη. Терминът „Византийска империя“ е рожба на по-късната историография от XVI-XVII век, получил по-голямо разпространение чак през XVIII – XIX век. Целта е била да се направи разграничение между античната и средновековната Римска империя. През Средновековието арменските, славянските и най-вече западните хронисти почти винаги наричат римската държава „Гръцка империя“ (предвид ролята на гръцкия език в нея), докато близкоизточните хронисти я назовавали „ар-Рум“ (т.е. Рим). Екзонимът „гърци“ (т.е. етнонимът „елини“), който за християните в Империята бил синоним на „езичници“ и не визирал даден етнос, често пъти е бил възприеман от страна на самите ромеи като много голямо оскърбление, които не намират в себе си нищо езическо и гръцко, макар и да говорят на гръцки език.
Голяма част от поданиците на източната част от античната Римска империя били гръкоговорещи, които след едикта на Каракала от 212 г. (в случай, че са свободни граждани) били задължени да се считат за ромеи (римляни). Когато християнството се налага окончателно като единствена законна религия към края на IV в. (381 – 392 г.), а също така и след условната подялба на Римската империя през 395 г., под ромеи се подразбират всички поданици на Източната Римска империя, които изповядват християнството; считат се за лоялни данъкоплатци, признавайки императора в Константинопол за свой господар; и на които гръцкият език е матерен или се налага да го използват в ежедневието – факт, който се наблюдава при почти всички народи от римския Изток. Съответно наричайки неофициално държавата си от VI – VII в. нататък – Βασιλεία τῶν Ρωμαίων, т.е. Царство на римляните – времена, в които латинският език на Изток вече е обречен на забвение, а останките от езичеството са сравнително недалечен спомен.
Макар и поданици на императора, например евреите и самаряните не са влизали в социалната и правна структура на обществото, самоназоваващо се „ромеи“ („романи“), понеже тези източни етнорелигиозни групи не са християни. Макар изповядването на юдаизма да не е забранено, те не могат да се ползват с всички права в една християнска държава, каквато е вече Римската империя.
В първите два века след приемането на християнството за официална религия, всичко това важи в пълна сила и за „елините“ – поданиците-езичници на християнския римски император, които от християнска морална гледна точка юридически не са римляни и потенциално са застрашени да попаднат под ударите на държавните закони, създадени и установени под влияние на християнството. Тази религиозна и правна дискриминация достига своя апогей по времето на Юстиниан Велики и неговите наследници на римския престол. Така например през 542 г. в западните области на Мала Азия над 70 000 „елини“ (езичници) са заставени насила да приемат християнството, а езичеството е забранено.
Интересна е позицията и правният статут на арменците григориани, на асирийците яковити (асирийците несториани отдавна са намерили убежище в Сасанидска Персия) и на коптите с техните монофизитски Църкви след 451 г. Религиозните, често фундаментални противоречия, натрупани между правителството в Константинопол и тези три народа, водят до своего рода „средновековен национализъм“ при последните, които създават своя собствена литература и мироглед – често диаметрално противоположни и разминаващи се с официалната доктрина на имперската власт и Константинополската Църква, което е предпоставка за бъдещи граждански неподчинения и политически сътресения в Империята. След Шестия вселенски събор (680 – 681 г.) и към края на VII век, под „ромеи“ вече се подразбирали само гръкоезичните православни християни, които са поданици на Римската империя (римляните от Картагенския екзархат преди окончателното му завоюване от арабите през 698 г. били латиноезични, т.е. „романи“). Православните християни от Изтока извън пределите на тогавашната Римска империя (края на VII – началото на VIII век) били наричани „мелкити“ от монофизитите в подвластните на арабите Сирия и Египет, което ще рече – „царски люде“, т.е. съхранили вярност към константинополския император, поддържащ православието. Мелкитите продължавали да бъдат считани за „царски люде“ и по времето на иконоборците, та дори и през XIV век.
Не може да се установи със сигурност кога точно се появява терминът „ромеи“ в елинистическия общ гръцки език (т. нар. койне) – ако не се броят търговските връзки, първият политически допир между римляните и гърците датира едва от 224 г. пр. Хр. – но при всички случаи около началото на II пр. Хр. е бил налице в Източното Средиземноморие. Изглежда, че още преди това е придобил популярност под формата „ромайои“ в класическия старогръцки език. След като Римската република води войни през II в. пр. Хр. с антична Македония и успява да я покори, а заедно с нея и антична Елада, която половин век по-рано е била доминирана от македоните (преди да се появят съюзите на Ахея и Етолия), терминът „ромеи“ успява да се разпространи в гръкоезичния свят, още преди самите римляни („романи“) да завладеят Мала Азия и цялото Източното Средиземноморие през I в. пр. Хр.

## История
В наши дни „византиец“ (през средните векове – ‛Pωμαĩος = ромеос, т.е. ромей) често е приемано като тъждествено на грък, понякога дори без самият византиец да е етнически грък. Причината за това е гръцкият език, който наред с християнството и елинистическата култура в рамките на източната част от Римската империя, още от средата на IV в. е в доминантно положение, независимо от факта, че на Балканите има и твърде голяма част романизирано (латиноезично) население (от какъвто произход е например император Юстиниан I Велики). Латинският език е официален във Византия почти до края на VII век. Впрочем византийци са не само гръкоезичните и латиноезичните жители на Византия. Например на Балканите византийци са елинизираните траки и македонци, романизираните илирийци и епироти, както и по-голямата част от славяните; в Мала Азия византийци са мизите, галатите, исаврите, кападокийците, фригийците, пафлагонците, лидийците, пизидийците, киликийците, карийците, арменците-халкидонити и други; византийци са полуцивилизованите кюрдски племена и асирийците-яковити в Сирия, мардаитите в планините на Ливан, коптите в Египет, либийците по Северна Африка и т. нат. Всичките тези народи имат свои собствени езици, но с течение на времето се налага да използват все по-често и гръцки език. От своя страна латинският език е практически непознат на по-голямата част от населението на Източната империя и се използва най-вече в армията и администрацията. Към края на VI в. – по времето на Маврикий (582-602) – гръцкият език е обявен наравно с латинския за официален език на Римската империя. По времето на Ираклий почти цялото делопроизводство на Империята е преведено от латински на гръцки език. В продължение на около един век в имперската администрация се запазва официалния билингвизъм (до управленията на Юстиниан II Ринотмет), след което още през първата четвърт на VIII в. латинският език със сигурност е вече само спомен, а гръцкият остава единственият официален език на Източната Римска империя. Около IX в. (като се изключат големите арменски колонии) гръцкият става матерен език и за територията на цяла Мала Азия, народите на която почти са загубили своите езици още към VII–VIII в.
На Балканите голямата част от заселилите се през VI – VII в. славяни постепенно асимилират немалко от местното византийско население, оцеляло от нашествията на германските племена, на хуни, авари и прабългари. Почти пълна славянска асимилация търпят останките от готи и карпи в северната част на полуострова; сравнителна асимилация претърпяват илири и траки в неговата западна и централна част; а на юг – в континентална Гърция, самите гърци са редуцирани почти до заличаване, вследствие на войните и естествената асимилация. Когато по-късно през вековете Източната империя отново стъпва на крака, нейното военно и културно превъзходство си казва думата – славяните, които не са в територията на българската държава на свой ред също са асимилирани в гръкоезичната православна среда, превръщайки се във византийци. Населението по крайбрежията на Мала Азия и Южните Балкани е съставено предимно от етнически гърци, но при всички случаи самосъзнанието му отдавна вече е римско (ромейско), когато към средата и краят на IV в. християнството се разпростира из цялата държава. В западната част на Римската империя, латинският език продължава да бъде основен и продължава да се използва от местното романизирано население дори и след нейното падение и образуването на германските варварски кралства през V в.
След 476 г. (превратът на Одоакър срещу роднинската клика, възкачила Ромул Августул на престола) Римската империя се управлява само от един император — този в Константинопол, след като още през 475 г. последният законен западен римски император Юлий Непот бяга в Далмация (при превратът на Флавий Орест, бащата на Ромул Августул). По времето на Юстиниан I Велики (527-565 г.), римляните правят опити да си върнат загубените западни провинции. Следват успешни войни срещу готи и вандали. Империята успява да отвоюва от „варварите“ Далмация, Италия, част от Северна Африка, югоизточния край на Иберийския полуостров, както и островите в Средиземноморието, но за повече няма ресурси. Завинаги извън контрола на римските императори остават териториите на днешните Унгария, Франция, Испания, Португалия, Мароко и др.
През 629 г. император Ираклий I приема титлата василевс, с който акт доста историци считат, че de jure Римската империя се преобразувала в „Гръцка империя“. Дотогава владетелят в Константинопол се е титулувал на латински – augustus и imperator Romanorum.
В следващите десетилетия и векове, Папството многократно отправя различни предизвикателства от най-различно естество към римския двор в Константинопол, който от своя страна отговаря с репресии. От времето на Никифор II Фока (963 – 969 г.) нататък Римската курия официално започва да титулува византийския василевс не „император на римляните“, а „император на гърците“.

## Употреба
Своеобразният „ренесанс“ на империята в началото на XI век бележи и крайната повратна точка на отдалечаването ѝ от римското наследство — през 1054 година са низвергнати посредством Великата схизма от Римската църква „гръцките схизматици“. Все по това време избухват византийско-селджукските сблъсъци в Мала Азия. Византийската загуба в битката при Манцикерт през 1071 г. отприщва процес на завоевание на Анатолия от „неверниците“. Това принуждава папата на 27 ноември 1095 г., въпреки съвсем скорошната схизма с Източната църква, да се обяви с гореща молба за подкрепа в защита на източните християни на събора в Клермон. Този акт слага началото на кръстоносните походи. След редица разногласия между византийския управляващ елит и кръстоносните водачи се стига и до злополучното превземане на Константинопол от рицарите на Четвъртия кръстоносен поход. Византия изчезва от политическата сцена за повече от половин век. Появяват се няколко държави с подчертан „гръцки“ елемент, претендиращи за нейното наследство. По това време е анахронизъм да се говори за ромеи. В официалните свидетелства (грамоти на българските царе и т.н. – виж Търновски надпис на цар Иван Асен II) вече се говори за гърци. Все пак употребата на названието ромеи за поданиците на миниатюрните останки от някога великата Римска империя остава до средата на ХV век, когато Константинопол е превзет от турците. Въпреки това терминът рум миллет продължава да е нарицателно за православните жители в Османската империя от района на Балканите и Мала Азия до началото на Възраждането.

## Византийците в България
Това че много византийци са живели на територия, подвластна на българските владетели е добре известно. Първата категория византийци, тези чието присъствие в България било принудително, е най-многобройната. Тя се състояла от военнопленници и пленено цивилно население, заварено в новозавладените територии. Друга категория византийци в България са свещенослужителите. Анастасий Библиотекар разказва, че когато българският делегат Петър бил запитан по време на Събора в Константинопол през 867 г. дали когато българите за първи път прекосили Дунав намерили в новозавладените територии гръцко или латинско духовенство, той отговорил, че намерили гръцко духовенство. Последната категория е тази на византийците, които избират да живеят в България. Повечето от тях са търговци. Не трябва да се забравят и образовани граждани, които съчинявали или превеждали и издялвали върху камък прабългарските надписи. Вероятно те били предимно жители, които останали в градовете и селата си след тяхното включване към българската държава. Това че притежавали функционална грамотност по гръцки език, е доказателство за съществуването на някакъв вид елементарно обучение в империята. След завладяването на Първото българско царство от Византия в началото на ХI век на територията на страната отново се заселват компактни маси от византийци.

## Подигравателно значение
В българската историография е много разпространена употребата на термина византийци за поданиците на някогашната Източна римска империя. Това обстоятелство се предопределя от отрицателната конотация и обремененост на израза с качеството лукавост, лицемерие, подлост, продажност, произлизащо етимологически от Лука, единствения евангелист неевреин и грък по народност (т.е. византиец и в българския разговорен език е тъждествено понятие на лукав, хитър).

## Допълнителна информация
Оцелялото от аварските и славянските нашествия латиноговорещо население, живеещо на територията на Балканския полуостров, се самоназовава „романи“, като останалите народи го наричат влахи или власи. То е оцеляло и до днес – вече обозначавайки като романи или румънци, т.e. римляни чак след създаването на Румъния през XIX век. На български език звучи като румънци, а на румънски език – romani. Романоезичното население на Балканите се обособява през късното Средновековие на север от Дунав в своя собствена държава, именувана от българите Влахия. Неслучайно този период е предмет на историята и на съвременния румънски етнос. Същевременно част от планинска Тесалия през Средновековието е наричана Велика Влахия. Съвременната румънска историчка и журналистка Мариана Чеке пише в книгата си „Румъния – позната и непозната“ издадена през 1999 г., че „… и до днес румъните си остават единствените езикови наследници на Източната Римска империя, тъй като романизираното население е играло голяма роля във Византия от IV до VII век и единствени до днес говорят източнолатинския диалект, макар и със свои особености и влияния“ (Източник: Mariana Cece, Romania-Impozanza, Bucuresti 1999).